# Константінос Галанос
Константінос Галанос (грец. Κωνσταντίνος Γαλανός, 13 липня 1984, Салоніки) — грецький співак.

## Біографія
Константінос Галанос народився в Салоніках 13 липня 1984 року.
Хоча його родина не має нічого спільного з музикою та піснями, Галанос  ще у ранньому віці починає вчитися грати на  бузукі, а потім на  гітарі та фортепіано.
Перший публічний виступ Константіноса був у театрі. У віці 10 років він грав і співав в мюзиклі "Звуки музики", отримавши великий досвід.
Згодом розпочав музичну кар'єру,  почав працювати гітаристом у нічному клубі в Салоніках.  
У 2007 році підписав свій перший контракт з Heaven Music і  випустив дебютний альбом під назвою «Πρώτη επαφή» (укр. «Перший контакт»).
Взимку 2007 — 2008 року  співав у нічному клубі «'ΓΟΡΓΟΝΕΣ ΚΑΙ ΜΑΓΚΕΣ»  в Салоніках. 
Влітку 2008 року Галанос переїжджає до  Афін, де виступав  поряд з  Нікосом Вертісом в клубі Posidonio.
Взимку 2008 — 2009 спільно з  Нікосом Куркулісом виступає в Афінах і Салоніках. 
Константінос Галанос співпрацював також з  Плутархосом, Христиною Колеца, Ангелікою Іліаді‎.
14 лютого 2012 року випустив свій третій альбом «Ας χάνω αγάπη» (укр. «Ми втрачаємо любов»). Кілька пісень альбому швидко стали широко відомими, серед таких  «Να πας» (укр. «Йди»), «Τηλέφωνο» (укр. «Телефон»), «Για σένα μόνο» (укр. «Тільки для вас»), «Έξω απ’ την πόρτα μου» (укр. «Поза моїх дверей»). 
В лютому 2012 року співак записує нову пісню «Τα 7 θαύματα»(укр. «7 чудес»).
У березні 2012 року Галанос пішов служити в армію. За рік 2013 року повернувся до музичної кар'єри. Від квітня виступає спільно із Нікосом Макропулосом та Елеанна Папаіоанну в Romeo Summer, що Еллініко.

## Дискографія
- 2007 — Πρώτη επαφή
- 2009 — Θα Με Ζητάς
- 2010 — Αχ Καρδιά Μου
- 2012 — Ας Χάνω Αγάπη

### Сінглы
- 2011 — Να Πας
- 2011 — Για σένα μόνο
- 2013 — Θυμησέ μου τ΄ονομά σου
- 2013 — Στα πατώματα
- 2014 — Εδώ Θα Κοιμηθώ
- 2014 — Μή Μου Λές
- 2014 — Τα δικά μου τραγούδια
- 2015 — Ανησυχώ
- 2015 — Σήκωσέ Το
- 2015 — Για Πιο Μεγάλα Πάμε
- 2015 — Τέλειωσες Για Μένα
- 2016 — Αν Δε Μου Πεις Καλημέρα
- 2016 — Δεν έχω άλλο ουρανό
- 2017 — Κάποια γιορτάζει
- 2017 — Ήρθες σαν όνειρο
- 2018 — Παλιοκόριτσο
- 2019 — Για μια ματιά
- 2019 — Πληγωμένος Αετός
- 2020 — Σκόνη
- 2020 — Τσιγγάνα
- 2021 — Για Σένα